# Wedard
Wedard — немецкая музыкальная группа, играющая в жанре Атмосферик-блэк-метал с небольшим налётом Депрессивно-суицидального блэк-метала. Группа образовалась в Меммингене неким Sternenfrost (Andreas Schnell), однако теперь состоит из трех лиц, влияние которых практически не заметно в музыке группы.

## Дискография группы
- …von Liebe und Waldern	Demo, 2005
- Valkyren Frost	Demo, 2006
- Ein Leben in der Ewigkeit	Demo, 2006
- Ein Leben in der Ewigkeit	Full-length, 2006
- Wedard / BlackStream	Split, 2006
- Einsamer Winterweg Full-length, 2006
- Wedard / Symbiosis	Split, 2006
- Eiskrieg	EP, 2007
- Ancestral / Wedard	Split, 2008
- Wo Die Ewigkeit Die Zeit Beruhrt	Full-length, 2008
- Wedard / Nichts — Zwischen Leere und Nichts Split, 2009
- Wedard / Nocturnal Depression — Beyond The Light Split, 2009
- Eiskrieg II Full-length, 2011
- Wedard / Thou Shell of Death Split, 2011
- Schnee & Eis — Wedard / Wintergeist Split, 2017